# Карауэ
Карауэ (исп. Carahue) — город в Чили. Административный центр одноимённой коммуны. Население — 9459 человек (2002). Город и коммуна входят в состав провинции Каутин и области Араукания.
Территория коммуны — 1340,6 км². Численность населения — 25 915 жителей (2007). Плотность населения — 19,33 чел./км².

## Расположение
Город расположен в 51 км на запад от административного центра области города Темуко.
Коммуна граничит:
- на севере — c коммунами Тируа, Лумако

- на востоке — с коммунами Чольчоль, Нуэва-Империаль
- на юге — c коммуной Теодоро-Шмидт
- на юго-западе — c коммуной Сааведра

На западе коммуны расположен Тихий океан.

## Демография
Согласно сведениям, собранным в ходе переписи Национальным институтом статистики, население коммуны составляет 25 915 человек, из которых 13 218 мужчин и 12 697 женщин.
Население коммуны составляет 2,76 % от общей численности населения области Араукания. 56,93 % относится к сельскому населению и 43,07 % — городское население.

### Важнейшие населенные пункты коммуны
- Карауэ (город) — 9459 жителей
- Троволуэ (поселок) — 2137 жителей